# 列寧格勒光學機械聯盟

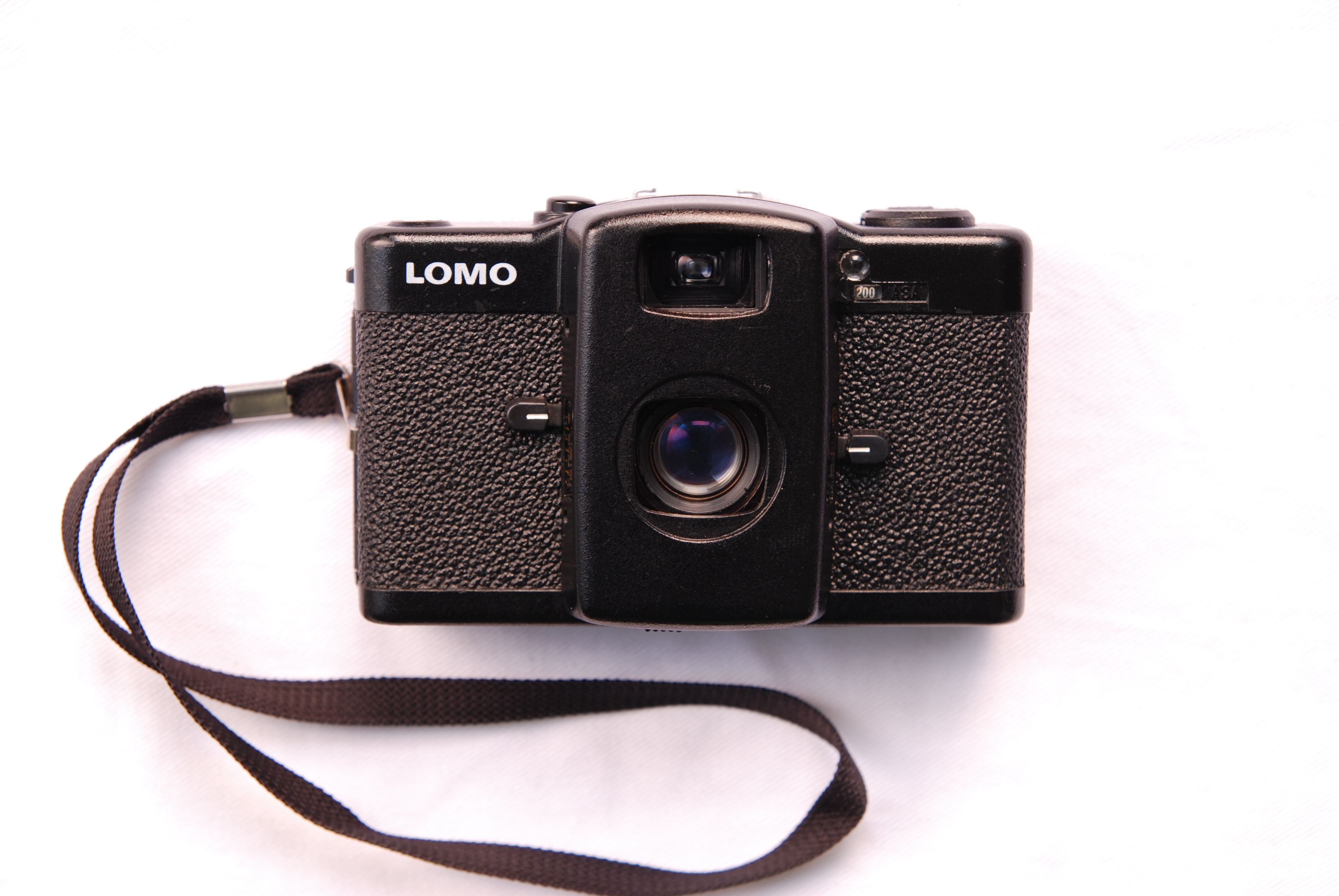
Lomo LC-A相機

LOMO（ЛОМО），Ленинградское Оптико-Механическое Объединение的缩写，意思为列宁格勒光学机械联盟。它是俄罗斯圣彼得堡的一家高级光学器材生产商。它出品的相机也以LOMO为标记。

## 历史
LOMO成立于1914年，当时是俄罗斯光学机械公司，在第一次世界大战期间生产枪支的瞄准镜。苏联时代被国有化。它的产品包括军用、科学以及消费品光学仪器。1930年，它生产了俄罗斯第一台照相机。
1993年在俄罗斯RTS股票市场公开上市。
LOMO通过了ISO 9001认证，它生产的夜视产品和望远镜有30%出口国外，其中德国是其产品的最大进口国。
LOMO一詞常常用來指它生产的消费型产品LOMO LC-A，這是一种小型的机械自动相机，仅占其产品线的很小部分，但是却拥有众多的追随者。